# Свет је мали
Свет је мали је вожња чамцем на води која се налази у области Фантазиленда у разним Дизнијевим забавним парковима широм света, укључујући Дизниленд парк у Анахајму, Чаробно краљевство у Свету Волта Дизнија на Флориди и паркове Дизниленд у Токију, Паризу и Хонгконгу, са својом инаугурационом верзијом која је премијерно приказана на Светској изложби у Њујорку 1964. године, пре трајног пресељења у Дизниленд.
Вожња укључује преко 300 аудио-аниматронских лутака у традиционалним ношњама из култура широм света, које се веселе у духу међународног јединства и певају насловну песму атракције, која има тему глобалног мира. Према Тајму, песма браће Шерман Свет је мали је најизвођенија песма свих времена. У задње време, ова атракција у различитим Дизнијевим парковима је ажурирана да, поред оригиналних ликова, укључује приказе Дизнијевих ликова, у дизајну у складу са оригиналним дизајном Мери Блер из 1960-их. Верзија у Дизниленду у Анахајму укључује Северни пол, Норвешку, Канаду, Шведску, Данску, Енглеску, Велс, Француску, Шпанију, Шкотску, Ирску, Холандију, Белгију, Италију, Швајцарску, Немачку, Русију, Грчку, Израел, Саудијску Арабију, Пакистан, Авганистан, Индију, Индонезију, Тајланд, Кину, Северну Кореју, Јужну Кореју, Јапан, Египат, Уганду, Кенију, Чиле, Аргентину, Перу, Еквадор, Колумбију, Венецуелу, Бразил, Мексико, Нови Зеланд, Филипине, Хаваје, Аустралију, Тахити, Папуу Нову Гвинеју и Сједињене Америчке Државе.

## Песма
„Деца света” је био радни назив атракције. Његов пробни звучни запис, који се може чути на албуму, садржао је националне химне сваке земље представљене током вожње и сви су свирали одједном, што је резултирало дисхармоничном какофонијом. Волт је са својим особљем, текстописцима Робертом Б. и Ричардом М. Шерманом, спровео обилазак модела и рекао: „Потребна ми је једна песма која се може лако превести на многе језике и свирати као рунда. Браћа Шерман су затим написала „Свет је мали (уз све то)“ након Кубанске ракетне кризе 1962. године, што је утицало на поруку мира и братства у песми. Када су је први пут представили Волту, одсвирали су је као спору баладу. Волт је тражио нешто ведрије, па су убрзали темпо и запевали у контрапункту. Волт је био толико одушевљен коначним резултатом да је атракцију преименовао у "Свет је мали" по песми браће Шерман.
Роберт Џ. Шерман, најмлађи син Роберта Б. Шермана, тврди да је ова песма најизвођеније и највише превођено музичко дело. (верзију на српски превео је Никола Ристић) У 2014. процењено је да је песма свирана скоро 50 милиона пута широм света само на атракцијама, надмашујући радио и ТВ процене за „ Изгубих тај вољени осећај “ и „ Јуче “, за које се верује да су одсвиране најмање осам, односно седам милиона пута.
Трећи стих којим се слави педесета годишњица атракције је написан и популаризован, али није укључен у вожњу.
2022. године, снимак песме „Свет је мали” из 1964. у извођењу Хора дечака Дизниленда изабран је од стране Конгресне библиотеке за чување у Националном регистру снимака Сједињених Држава као „културолошки, историјски или естетски значајан”.